# Shameless (britische Fernsehserie)
Shameless ist eine britische Fernsehserie des Senders Channel 4, die von den Gallaghers, einer Familie aus der Arbeiterklasse, und deren finanziellen und sozialen Problemen handelt. Die Ausstrahlung der Serie begann am 13. Januar 2004 und endete am 28. Mai 2013 nach elf Staffeln und 139 Episoden.
Die Serie hat mehrere Preise und Auszeichnungen gewonnen, unter anderem einen BAFTA-Award als Beste Drama-Serie sowie einen British Comedy Award als Bestes Comedy Drama.

## Handlung
Im Zentrum der Handlung stehen die sechs Kinder der Familie Gallagher, Fiona (und ihr Freund Steve), Lip (Phillip), Ian, Carl, Debbie und Liam, die sich größtenteils selbst versorgen, da ihre Mutter die Familie vor Jahren verlassen hat und ihr Vater Frank Alkoholiker ist und keine Hilfe für die Familie darstellt. Unterstützt werden die Geschwister von ihren Freunden und Nachbarn Kev und Veronica. Später stößt die Familie Maguire noch zur Handlung hinzu, nachdem die meisten der Gallagher-Kinder ihre Umgebung verlassen haben.

## Besetzung

### Hauptbesetzung
| Rollenname                   | Schauspieler        | Hauptrolle | Nebenrolle  |
| ---------------------------- | ------------------- | ---------- | ----------- |
| Frank Gallagher              | David Threlfall     | 1–11       |             |
| Fiona McBride geb. Gallagher | Anne-Marie Duff     | 1–2        | 11          |
| Phillip „Lip“ Gallagher      | Jody Latham         | 1–4        | 5, 11       |
| Ian Gallagher                | Gerard Kearns       | 1–7        |             |
| Carl Gallagher               | Elliott Tittensor   | 1–9        | 11          |
| Carl Gallagher               | Luke Tittensor      | 1          |             |
| Debbie Gallagher             | Rebecca Ryan        | 1–6        |             |
| Liam Gallagher               | Joseph Furnace      | 1–2        |             |
| Liam Gallagher               | Johnny Bennett      | 3–7        | 8           |
| Steve McBride                | James McAvoy        | 1–2        |             |
| Sheila Jackson               | Maggie O’Neill      | 1–4        |             |
| Karen Maguire                | Rebecca Atkinson    | 1–11       |             |
| Kevin „Kev“ Ball             | Dean Lennox Kelly   | 1–3        | 4, 8, 11    |
| Veronica Ball geb. Fisher    | Maxine Peake        | 1–3        | 4           |
| Kash Karib                   | Chris Bisson        | 1–2        | 3–4, 6      |
| Yvonne Karib                 | Kelli Hollis        | 1–6        | 7, 11       |
| Tony                         | Anthony Flanagan    | 1–3        |             |
| Jez                          | Lindsey Dawson      | 1–4        |             |
| Carol Fisher                 | Marjorie Yates      | 2–4        | 1           |
| Marty Fisher                 | Jack Deam           | 2–3, 8–10  | 1, 4, 11    |
| Mandy Maguire                | Samantha Siddall    | 3–7        | 1–2, 9      |
| Monica Gallagher             | Annabelle Apsion    | 4–5        | 1, 3, 8, 11 |
| Norma Starkey                | Dystin Johnson      | 4–5        | 1, 3        |
| Stan Waterman                | Warren Donnelly     | 2–5        | 1, 6        |
| Lillian Tyler                | Alice Barry         | 2–11       |             |
| Paddy Maguire                | Sean Gilder         | 4–7        | 2–3         |
| Mimi Tutton                  | Tina Malone         | 4–11       | 2–3         |
| Craig Garland                | Chris Coghill       | 2          | 3           |
| Sue Garland                  | Gillian Kearney     | 2–3        | 4           |
| Kelly Ball                   | Sally Carman        | 5–9        | 2–4, 10–11  |
| Shane Maguire                | Nicky Evans         | 4–11       | 3           |
| Tom O’Leary                  | Michael Legge       | 4–6        |             |
| Jamie Maguire                | Aaron McCusker      | 4–11       |             |
| Carrie Rogers                | Amanda Ryan         | 4–6        |             |
| Chesney Karib                | Qasim Akhtar        | 5–11       | 4           |
| Meena Karib                  | Sarah Patel         |            | 4           |
| Meena Karib                  | Sarah Byrne         | 5–6        |             |
| Joe Pritchard                | Ben Batt            | 6–7        |             |
| Maxine Donnelly              | Joanna Higson       | 6–7        |             |
| Bruce Donnelly               | Philip Hill-Pearson | 7          |             |
| Libby Croker                 | Pauline McLynn      | 7–8        |             |
| Patty Croker                 | Valerie Lilley      | 7–10       |             |
| Billy Tutton                 | Michael Taylor      | 8–11       | 7           |
| Avril Powell                 | Karen Bryson        | 8–11       |             |
| Jackson Powell               | Emmanuel Ighodaro   | 8–10       |             |
| Letitia Powell               | Kira Martin         | 8–11       |             |
| Aidan Croker                 | Robbie Conway       | 8–11       |             |
| Sita Desai                   | Aysha Kala          | 8          |             |
| Gloria Meak                  | Angeline Ball       | 9–10       | 11          |
| Ruby Hepburn                 | Kari Corbett        | 9–10       |             |
| Dominic Meak                 | Stephen Lord        | 9–10       | 11          |
| Stella Gallagher             | Nikita Brownlee     | 11         |             |
| Patreesha St. Rose           | Jacqui Boatswain    | 11         |             |
| Mary Mae St. Rose            | Adelle Leonce       | 11         |             |
| Sherilee                     | Sarah Totty         | 11         |             |
| Derilee                      | Sue Vincent         | 11         |             |
| Esther Blanco                | Isy Suttie          | 11         |             |
| Tom Blanco                   | Rhys Cadman         | 11         |             |
| Saul Blanco                  | Ryan Barr           | 11         |             |
| Thalia Blanco                | Jade Kirdruff       | 11         |             |
| Remona                       | Mona Brady          | 11         |             |

## Ausstrahlung
Die erste Staffel wurde vom 13. Januar bis zum 24. Februar 2004 auf Channel 4 ausgestrahlt. Die zehn Folgen der zweiten Staffel folgten vom 4. Januar bis zum 8. März 2005. Die Premiere der dritten Staffel fand am 10. Januar 2006 statt. Die Staffel endete am 21. Februar 2006. Die vierte Staffel wurde vom 9. Januar bis zum 27. Februar 2007 ausgestrahlt. Die fünfte, sechste und siebte Staffel umfassen jeweils 16 Folgen, die vom 1. Januar bis 15. April 2008, vom 27. Januar bis 12. Mai 2009 und vom 26. Januar bis zum 11. Mai 2010 ausgestrahlt wurden. Die achte Staffel, die aus insgesamt 22 Folgen besteht und damit die längste ist, wurde in zwei Teilen ausgestrahlt. Die ersten 13 Folgen wurden vom 10. Januar bis zum 8. März 2011 ausgestrahlt. Die Ausstrahlung der restlichen neun Folgen fand vom 30. August bis zum 25. Oktober 2011 statt. Die neunte Staffel wurde zwischen dem 9. Januar und dem 13. März 2012 gesendet. Die Ausstrahlung der zehnten Staffel begann bereits am 12. September und endete am 1. November 2012. Die abschließenden 14 Folgen der finalen elften Staffel wurden vom 29. Februar bis zum 28. Mai 2013 gesendet.

## Remake

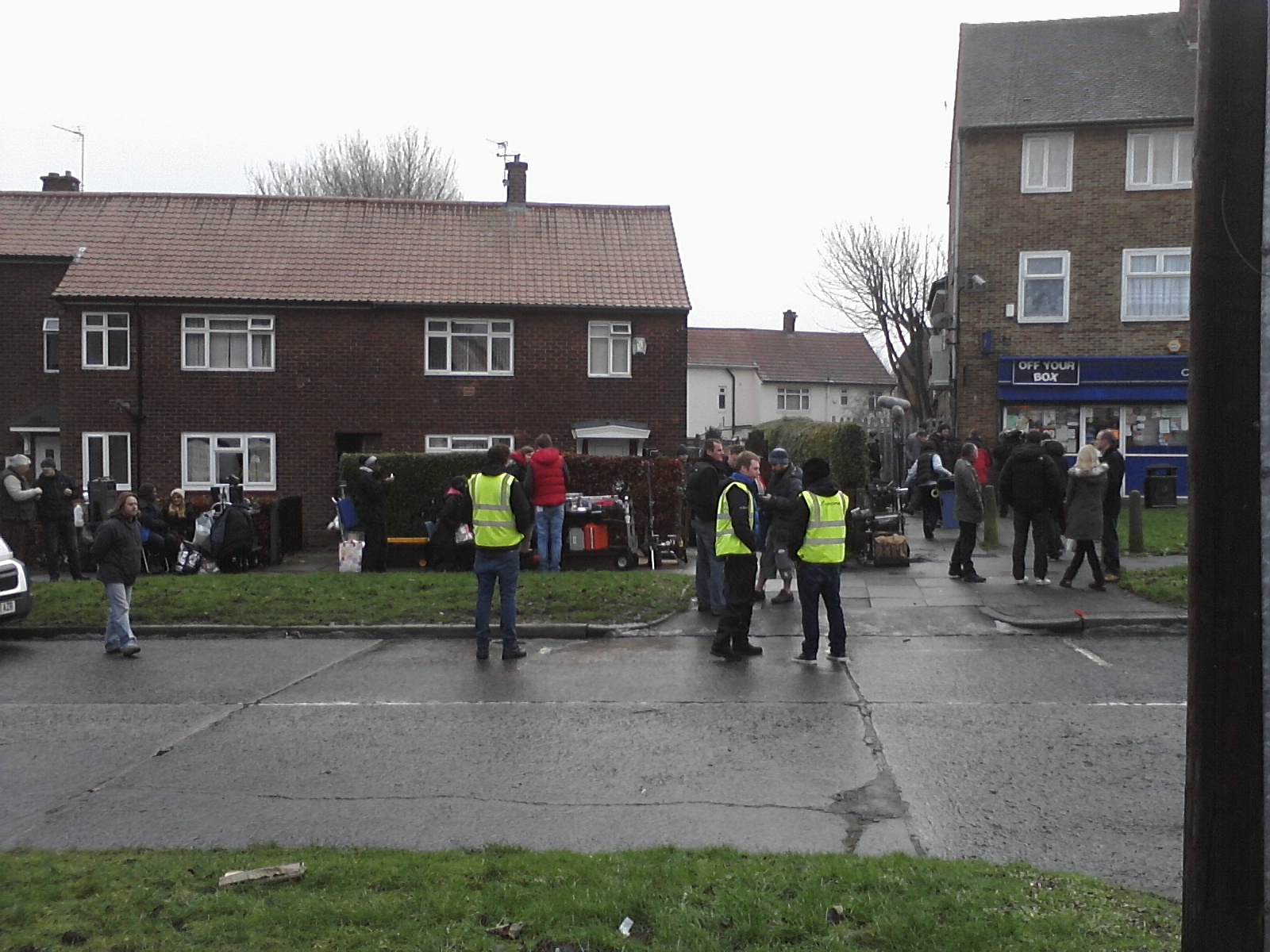
Dreharbeiten zur Folge 10x02.

Im Januar 2009 begann der US-amerikanische Sender HBO Verhandlungen mit John Wells, um eine amerikanische Version von Shameless zu produzieren. Vorausgegangen waren bereits Verhandlungen von Serienschöpfer Paul Abbott mit dem Network NBC, die jedoch ohne Ergebnis endeten.
Im Oktober 2009 wechselte das Projekt schließlich zum Sender Showtime, der im Dezember 2009 eine Pilotfolge orderte. Die Rolle des Frank Gallaghers wird in dieser von William H. Macy verkörpert. Die Serie feierte am 9. Januar 2011 in den USA Premiere und umfasst elf Staffeln. Die Produktion der finalen elften Staffel begann am 8. September 2020.
[veraltet]